# Combe Down
Combe Down est un village de la banlieue de Bath dans l'autorité unitaire de Bath and North East Somerset dans le Somerset.

## Histoire
Des recherches archéologiques montrent qu'une villa romaine était située sur les pentes sud du village quelque part en dessous de Belmont Road, dont le site a été découvert dans les années 1850. Une inscription sur une pierre récupérée de la zone indique « PRO SALVTE IMP CES M AVR ANTONINI PII FELICIS INVICTI AVG NAEVIVS AVG LIB ADIVT PROC PRINCIPIA RVINA OPRESS A SOLO RESTITVIT » qui peut se traduire par : « Pour la santé de l'Imperator César Marcus Aurelius Antoninus Pius Felix Invictus Augustus, Naevius l'affranchi impérial, qui a aidé à restaurer depuis ses fondations le siège du procurateur qui était tombé en ruines ». Cette inscription a été datée d'entre 212 à 222 après J-C. De nombreuses découvertes du site ont été apportées au musée du comté de Somerset à Taunton.
John Leland, l'antiquaire et voyageur du XVIe siècle, a noté une activité d'extraction de pierre à Combe Down lors de son passage.
En 1700, de petites carrières de pierre à ciel ouvert y fonctionnaient. La plupart des terres et des carrières ont été achetées par Ralph Allen en 1726, mais il y avait encore peu d'habitations.
John Collinson décrit Combe Down en 1791 comme encore sous-développée.
D'après leur histoire de Combe Down en 1924, D. Lee Pitcairn et le révérend Alfred Richardson déclarent que : « Les maisons d'Isabella Place ont été construites vers 1800, et en 1805, lorsque les moulins De Montalt ont été fondés, des cottages ont été érigés à Quarry Bottom et Davidge's Bottom pour remplacer les cabanes en bois que les ouvriers avaient jusque-là occupées pour la journée et dans lesquelles ils avaient parfois dormi pendant la semaine. À partir de ce moment, l'endroit commença à se développer peu à peu... En 1829, lorsque les carrières de Combe Down furent liquidées par Mme Cruickshank, la construction s'agrandit encore... ».
La population est passée de 1 600 en 1841 à 2 372 en 1901 et était de 5 419 en 2011.
Dombe Down fait partie dès 1854 de Monkton Combe avant d'être incorporé à Bath dans les années 1950.

## Personnalités
- Albert Lloyd (1871-1946), missionnaire et explorateur, y a été vicaire ;
- Harry Patch (1898-2009), né à Combe Down, un des derniers vétérans britanniques survivants de la Grande Guerre et le dernier « Tommy », terme qui désigne les soldats britanniques ayant combattu dans les tranchées.